# Bernau am Chiemsee
Bernau am Chiemsee è un comune tedesco di 6 881 abitanti, situato nel land della Baviera.